# Moisés Silva
Moisés Humberto Silva (* 27. März 1941 in Viña del Mar) ist ein ehemaliger chilenischer Fußballspieler. Der Mittelfeldspieler absolvierte zwei Länderspiele für Chile und wurde auf Vereinsebene 1974 chilenischer Meister.

## Karriere

### Verein
Moisés Silva, auch Chueco genannt, begann seine Profikarriere 1959 bei Everton. 1961 wechselte der Mittelfeldspieler zu Unión La Calera und ging 1965 zu Unión Española. Von 1969 spielte Chueco im Trikot von Green Cross Temuco. Mit dem CD Huachipato, bei dem er von 1973 bis 1976 das Trikot trug, gewann der Mittelfeldspieler seine einzige Meisterschaft im Jahr 1974. Sein letztes Karrierejahr verbrachte Silva bei Deportivo Ñublense.

### Nationalmannschaft
Moisés Silva debütierte im März 1970 unter Trainer Francisco Hormazábal beim Freundschaftsspiel gegen Brasilien, als er für Reynaldo Hoffmann eingewechselt wurde. Nur wenige Tage nach seinem Debüt bestritt der Mittelfeldspieler erneut gegen Brasilien sein zweites Länderspiel, das zugleich sein letztes Spiel für Chile war.

## Erfolge
Huachipato
- Primera División: 1974